# Vosseleriana arabica
Vosseleriana arabica är en insektsart som först beskrevs av Leo L. Mishchenko 1936.  Vosseleriana arabica ingår i släktet Vosseleriana och familjen gräshoppor.

## Underarter
Arten delas in i följande underarter:
- V. a. arabica
- V. a. gallagheri